# Torricella
Torricella – miejscowość i gmina we Włoszech, w regionie Apulia, w prowincji Tarent.
Według danych na rok 2004 gminę zamieszkiwało 4081 osób, 157 os./km².